# 後湖 (新竹縣)
後湖，是台灣新竹縣新豐鄉的一個傳統地域名稱，位於該鄉西北部。相較於今日行政區，其範圍大致包括埔和村、坡頭村。

## 歷史
台灣清治末期至日治前期，後湖地區為一街庄，稱為「後湖庄」，隸屬於竹北二堡。該庄北隔福興溪與蚵殼港庄為界，東及東南與福興庄、青埔仔庄為鄰，西南邊為紅毛港庄，西邊臨台灣海峽。
1901年（日治明治三十四年）11月，全台廢縣廳改設二十廳，該庄隸屬於新竹廳。1909年（明治四十二年）10月，合併二十廳為十二廳，該庄隸屬不變。1920年（大正九年），廢十二廳改設五州二廳，該庄改制並雅化為「坑子口」大字，隸屬於新竹州新竹郡紅毛庄，大字下有「埔頂」、「坡子頭」小字名 。
戰後紅毛庄改制為紅毛鄉，隸屬於新竹縣，大字亦改制為村。1950年桃、竹、苗分治，本地區隸屬不變。1956年，紅毛鄉改名為新豐鄉。因人口增加，本地區已拆分為兩個村。

## 聚落
本地區發展較早的聚落有後湖、陂仔頭、埔頂、頂樹林仔等。後來發展形成的聚落則有朱厝、埔頭、田寮等。

## 交通
省道台15線是關渡至香山的幹道，大致以東北—西南走向經過後湖地區中部，向東北可前往崁頭厝、觀音、大園等地，向西南可前往紅毛港、樹林子（坑子口地區北部）、貓兒錠、舊港等地，其中樹林子至貓兒錠南端鳳山溪橋路段與省道台61線共線。
省道台61線又稱「西部濱海快速公路」，是八里至安南的快速公路，大致以西北—東南走向經過本地區西部海岸地帶。本地區路段快速公路主線不通，僅通兩側平面車道。向東北可前往蚵殼港、崁頭厝、大潭後進入主線通車路段，向西南可前往紅毛港、坑子口、貓兒錠後，兩側車道止於鳳山溪橋南岸，並以省道台15線作為代用道路至香山區浸水橋始續接快速公路主線。

## 學校
- 埔和國小

## 廟宇
- 石和宮（石神廟）